# TouchWiz
TouchWiz – dotykowy interfejs graficzny opracowany przez Samsung Electronics. Czasami jest błędnie interpretowany jako system operacyjny. TouchWiz jest używany tylko przez Samsunga i nie jest dostępny dla innych firm.
Najnowsza wersja TouchWiz – Nature UX, została wydana na Samsung Galaxy S III. Oferuje ona bardziej zaawansowany interfejs użytkownika w porównaniu do wcześniejszej wersji, 4.0 na Galaxy S II. Niektóre z dodanych funkcji wykorzystują żyroskop i akcelerometr.
TouchWiz stosuje się w telefonach opartych na Androidzie oraz bada.
Od 2016 TouchWiz zmienił nazwę na Samsung Experience.

## Wersje TouchWiz
- TouchWiz 1.0
- TouchWiz 2.0
- TouchWiz 3.0
- TouchWiz 4.0
- TouchWiz Nature UX
- TouchWiz Nature UX 2.0
- TouchWiz Nature UX 2.5
- TouchWiz Nature UX 3.0
- TouchWiz Nature UX 3.5
- TouchWiz Nature UX 4.0
- TouchWiz 5.0
- TouchWiz 6.0

## Telefony z TouchWiz

### Proprietary
- Samsung Jet
- Samsung Preston
- Samsung Solstice
- Samsung Corby
- Samsung Star
- Samsung Tocco
- Samsung Blue Earth
- Samsung Monte
- Samsung Flight 2

### Bada
- Samsung Wave S8500
- Samsung Wave II S8530
- Samsung Wave III S8600
- Samsung Wave 723 (TouchWiz 3.0)
- Samsung Wave 525 (TouchWiz 3.0)

### Windows Mobile
- Samsung Omnia
- Samsung Omnia II

### Symbian
- Samsung i8910

### Android

#### Smartfony
- Samsung Behold II
- Samsung Illusion SCH-I110 (TouchWiz 3.0)
- Samsung Infuse 4G (TouchWiz 3.0)[1]
- Samsung Rugby Smart (TouchWiz 3.0)
- Samsung Droid Charge
- Samsung Galaxy Chat(TouchWiz UX Nature)
- Samsung Galaxy Core Plus (TouchWiz v4.2.2)
- Samsung Galaxy Gio (TouchWiz 3.0)
- Samsung Galaxy Fit (TouchWiz 3.0)
- Samsung Galaxy Mini (TouchWiz 3.0)
- Samsung Galaxy Mini 2 (TouchWiz 4.0)
- Samsung Galaxy 3 (TouchWiz 3.0)
- Samsung Galaxy 5 (TouchWiz 3.0)
- Samsung Captivate Glide (TouchWiz 4.0)
- Samsung Gravity Smart
- Samsung Exhibit II 4G (TouchWiz 4.0)
- Samsung Galaxy Y (TouchWiz 4.0)
- Samsung Galaxy W (TouchWiz 4.0)
- Samsung Galaxy R (TouchWiz 4.0)
- Samsung Galaxy Ace (TouchWiz 3.0)
- Samsung Galaxy Ace Plus (TouchWiz 4.0)
- Samsung Galaxy Ace 2 (TouchWiz 4.0)
- Samsung Galaxy Pro (TouchWiz UI v3.0)
- Samsung Galaxy Proclaim (TouchWiz 3.0 Lite)
- Samsung Galaxy Pocket (TouchWiz 3.0 Lite)
- Samsung Galaxy Young (TouchWiz Nature UX)
- Samsung Galaxy Fame (TouchWiz Nature UX)
- Samsung Galaxy S (TouchWiz 3.0 / TouchWiz 4.0)
- Samsung Galaxy S Blaze 4G (TouchWiz 4.0)
- Samsung Galaxy S Duos (TouchWiz 4.0)
- Samsung Galaxy SL I9003 (TouchWiz 3.0 / TouchWiz 4.0)
- Samsung Galaxy S Plus (TouchWiz 3.0 / TouchWiz 4.0)
- Samsung Galaxy S Advance (TouchWiz 4.0 / TouchWiz Nature UX)
- Samsung Galaxy S II (TouchWiz 4.0 / TouchWiz Nature UX)
- Samsung Galaxy S II Skyrocket (TouchWiz 4.0 / TouchWiz Nature UX)
- Samsung Galaxy S II Plus (TouchWiz Nature UX)
- Samsung Galaxy S III (TouchWiz Nature UX)
- Samsung Galaxy S III Mini (TouchWiz Nature UX)
- Samsung Galaxy Premier (TouchWiz Nature UX)
- Samsung Galaxy Grand (TouchWiz Nature UX)
- Samsung Galaxy Grand Prime (TouchWiz)
- Samsung Galaxy S4 (TouchWiz Nature UX 2.0)
- Samsung Galaxy S4 Mini (TouchWiz Nature UX 2.0)
- Samsung Galaxy S5 (TouchWiz Nature UX 3.0)
- Samsung Galaxy S5 Mini (TouchWiz Nature UX 3.0)
- Samsung Galaxy Alpha
- Samsung Galaxy A3
- Samsung Galaxy A5
- Samsung Galaxy A7
- Samsung Galaxy S6
- Samsung Galaxy S6 Edge
- Samsung Galaxy J1
- Samsung Galaxy J3
- Samsung Galaxy J5
- Samsung Galaxy J7
- Samsung Galaxy J3 (2016)
- Samsung Galaxy J5 (2016)
- Samsung Galaxy J7 (2016)

#### Phablety
- Samsung Galaxy Note (TouchWiz 4.0 / TouchWiz Nature UX)
- Samsung Galaxy Note II (TouchWiz Nature UX)
- Samsung Galaxy Note III (TouchWiz Nature UX 2.0)
- Samsung Galaxy Note IV
- Samsung Galaxy Note Edge

#### Tablety
- Samsung Galaxy Tab P1000 (TouchWiz 3.0)
- Samsung Galaxy Tab 7.0 Plus (TouchWiz UX)
- Samsung Galaxy Tab 2 P3100 (TouchWiz UX)
- Samsung Galaxy Tab 7.7 (TouchWiz UX)
- Samsung Galaxy Tab 8.9 (TouchWiz UX)
- Samsung Galaxy Tab 10.1 (TouchWiz UX)
- Samsung Galaxy Note 10.1 (TouchWiz UX)
- Samsung Galaxy Tab 3 10.1
- Samsung Galaxy Tab 3 8
- Samsung Galaxy Tab 3 7
- Samsung Galaxy Tab S 10.5
- Samsung Galaxy Tab S 8.4
- Samsung Galaxy Tab 4 7.0 (SM-T235)